# S -最後の警官-
『S -最後の警官-』（エス さいごのけいかん）は、原作：小森陽一、作画：藤堂裕による日本の漫画作品。『ビッグコミック』（小学館）にて、2009年16号から2016年7号まで連載。単行本（小学館ビッグコミックス）は全20巻。犯罪者の確保（生け捕り）を絶対目的として警察庁内に設立された、架空の特殊部隊の活躍を描く。
TBS系列で2014年1月からテレビドラマ化され、また映画化もされた。詳細は#テレビドラマ、#映画を参照。

## あらすじ
警察庁特殊急襲捜査班（National Police Safetyrescue、略称NPS）、それは通常の警察官では対処できない凶悪な犯罪に対処しつつも、犯人の殺害制圧ではなく生かしたままの逮捕を目的とした部隊であり、その存在は広く国民にも告知されている。だが、警察上層部の真の狙いは、NPSですら対処できない凶悪犯罪者が登場した際にSATを投入して解決することで、国民世論を凶悪犯罪者制圧容認へと導き、SATの権限を強化することにあった。
隊長である香椎秀樹は、そんな上層部の思惑を承知しつつも、逆にそれを利用してNPSを組織し、少数精鋭のメンバーで多発する凶悪犯罪へ立ち向かっていく。

## 登場部隊
本作品に登場する、または言及される特殊部隊を、架空・実在とも記載。
- 警察庁特殊急襲捜査班：NPS（National Police Safetyrescue） - 本作品に登場する警察庁所属の架空の特殊部隊。
- 特殊急襲部隊：SAT（Special Assault Team） - 実在する警視庁・道府県警察警備部所属の特殊部隊。
- 特殊事件捜査係：SIT（Special Investigation Team） - 実在する警視庁・道府県警察刑事部所属の人質救出などを行う捜査班。
- 特殊警備隊：SST（Special Security Team） - 実在する海上保安庁の特殊部隊。
- 特殊作戦群：SFGp（Special Forces Group） - 実在する陸上自衛隊の特殊部隊。

## 登場人物
年齢は原作（漫画版）による。原作者が「ウルトラシリーズ」のファンであるため、登場人物の名前は全てウルトラシリーズに登場した人物の名前から取られている。

### NPS
警察庁特殊急襲捜査班（NPS）所属の隊員。
神御蔵 一號（かみくら いちご）
主人公。26歳。警察庁刑事局捜査第一課NPSの突一（とついち：作戦決行時、最初に突入する隊員）で、階級は巡査。
元プロボクサーで現役時代はクルーザー級、「ミクラス一號」というリングネームを持っており、ウルトラセブンを助ける怪獣から取られた。警視庁に「資格経歴などの評定」という制度で採用されている。
幼いころ、目の前で両親を暴漢に射殺されたトラウマで銃を携帯しない（扱えないわけではない）、銃に対して否定的な発言が見られる。また、人質や許せない犯人が存在すると箍が外れ冷静さを欠いた行動を取り、そのことを咎められることも多い。
第二あかつき丸突入作戦より横川警視が開発した自身専用の装備「ガーディアン」を使用する。
香椎 秀樹（かしい ひでき）
警察庁刑事局捜査第一課NPS隊長で、階級は警視。41歳。神奈川県出身。
警察学校を首席で卒業し、警察庁長官賞2回、警視総監賞4回の受賞経験を持つ。第四機動隊在籍時にSAT初代隊長のスカウトを受けSATに入隊した。
部隊では副官として中丸隊長をサポートしていたが、ある事件によって中丸の考え方に合わないことを悟り、除隊する。その後、天城審議官によってNPSの隊長に選抜され、自分の信念に合う「凶悪犯をも確保する特殊部隊」を作ることを思い、その役を引き受ける。
速田 仁（はやた ひとし）
警察庁刑事局捜査第一課NPS副官で、階級は警部。35歳。茨城県出身。
元警視庁SITで、走りのエキスパートとされる、通称「トカゲ」と称される二輪部隊に所属していた。
身体能力は機動隊員を凌駕し、射撃の腕もSATのOBが舌を巻くほどの腕前であり、救急救命士の資格も持つ優秀な警察官である。
普段は冷静沈着の性格であるが、バイクに乗ると性格が180度変わるのが特徴である。コーヒーに凝っており、ブルーマウンテンのビーベリーを好む。SIT時代に重大なミスを犯し、そのことでSITを除隊している。
古橋 誠二朗（ふるはし せいじろう）
警察庁刑事局捜査第一課NPS小隊長で、階級は警部補。34歳。大阪府出身。離婚歴あり。
人質交渉担当で、神御蔵には「筋トレバカ」と呼ばれている。科警研の横川主任に心を惹かれている。
マイカーはランドローバー・レンジローバー（ドラマ版では4代目三菱・パジェロロングスーパーエクシード。）。
梶尾 竜一（かじお りゅういち）
警察庁刑事局捜査第一課NPS隊員で、階級は巡査部長。30歳。埼玉県出身。
NPSの警備犬ハンドラーであり、ポインター3号と一緒にNPSに配属されている。警視庁交通機動隊を経て警視庁警備部警備二課第3係でハンドラーの任務をスタートさせる。SATと警備二課との合同訓練で香椎の目に留まり、現在に至る。
化学薬品や爆発物についての知識もあり、事件発生時のNPSの技術班としても活躍している。
林 イルマ（はやし イルマ）
警察庁刑事局捜査第一課NPS隊員で、階級は巡査。25歳。NPSの新隊員であり、唯一の女性隊員。宮崎県出身。
元陸上自衛隊中央即応集団特殊作戦群出身であり、狙撃手としては蘇我に匹敵する腕を持つ。
友人にセクハラした上官をペイント弾で撃つという問題行動が原因で陸上自衛隊を免職となり、四半的の道場でアルバイトしていたところを香椎にスカウトされて警視庁へ入庁後、SATから出向中の蘇我と入れ替わる形でNPSへ入隊した。
普段は天真爛漫な女性だが、女性を傷つけた犯罪者に「殺す」といって銃口を突きつけるなど、蘇我と同様の殺意を見せる場面がある。自らの正義感をストレートに披瀝する。SAT副官の山中の推薦もあり海外派遣中の蘇我に代わりSATの狙撃手を兼務する。
テロ組織「アルタイル」によるYOホール占拠事件ではSATとして出動、突入時の銃撃戦でやむを得ない状況とはいえファンだったコーヘイを射殺し心に傷を負う。

### SAT
警視庁特殊急襲部隊（SAT）所属の隊員。
蘇我 伊織（そが いおり）
もう一人の主人公。26歳。警視庁警備部警備第一課特殊部隊 (SAT) の隊員で、階級は巡査（のちに巡査長→巡査部長）。東京都出身。
刑事志望で警視庁に入庁後、池袋署に配属され1か月で3人のタタキ（強盗）を職務質問にて検挙するなど期待の新人として注目されていた。その後射撃の腕を中丸に買われ第六機動隊へ異動して特別訓練員となり、半年後SATに入隊した。部隊では狙撃担当の隊員である。狙撃手としては最高の腕を持ち、ビルから落下した手榴弾を瞬時に射撃して弾く、800メートル先の爆弾の配線を撃ち抜くといった超人的な射撃も正確にこなす。
過去に姉を殺されたことにより、心情として、凶悪な犯人に対しては「死をもって裁くべきであり、悪が悔い改めることはない」と初期には強硬な方であったが、一時期NPSへ出向したことによって、活動内容に複雑な思いを抱いている。その後、NPSに異動したイルマと入れ替わりにSATへ復帰する。普段は恐ろしいほど冷静であるが、3Dプリンター銃を使用したジャンボジェット機ハイジャック事件で蘇我の姉を殺した犯人である壬和が現れた際、箍が外れ想像もつかないような激しい怒りの表情を露にする。そしてジャンボジェット機内で姉の仇である壬和と対峙し殺害しようとするが、神御蔵に阻まれ仇を討てず逆に壬和の銃撃を受け負傷する。ハイジャック事件解決後は姉の仇を討てなかったショックや精神的ストレスから失声症となり長期療養を余儀なくされてしまうが、イルマや神御蔵たちの尽力で回復し、外国の特殊部隊で経験を積むため海外派遣された。その後テロリスト集団「アルタイル」捜査のため海外派遣任務を急遽切り上げてインドネシア入りし警察庁から派遣された田中警部補の警護および現地警察特殊部隊の作戦支援を務めた。最終話ではNPS狙撃手の林イルマと結婚しており、娘がいる。
中丸 文夫（なかまる ふみお）
警視庁警備部警備第一課特殊部隊SATの隊長で、階級は警視。45歳。北海道出身。趣味は釣り。
前身部隊であるSAP時代からSATに所属しており初代隊長横川勇太郎の後を受け隊長となった。かつての香椎の上司である。
性格は冷静沈着で自身にも他人にも厳しいがSAT隊員たちを家族のように大切に思っている。「悪に赦しは通用しない」という考え方は一貫してぶれず、その姿勢はSAT初代隊長から「決して揺るがない大木」と評されている。同じ犯罪を繰り返す凶悪犯は死を以て裁くべきと考えており、自身の考えとは正反対の凶悪犯の確保を信条とする香椎たちNPSを「腑抜けた部隊」と断じ、その存在にも否定的だが天城審議官からNPS創設の真意を聞かされ、それでSATが最後の砦になるならばと自らを納得させている。
普段は基地局から前線の隊員を指揮するが、テロリスト集団「アルタイル」によるホール占拠事件では相手のジャミングで無線が使えないために自らSAT突入班を率いて前線へ赴く。しかし、そこで相手の罠にはまりホールへ突入したSATは6名もの殉職者を出す壊滅的な被害を被り、自身も被弾して左腕を失う重傷を負い病院へ搬送された。その後は意識が戻らない状態が続いたが事件から1ヶ月後SAT本部で開かれた追悼式に立つこともままならない状態で横川警視に支えられながら現れ、殉職した隊員の遺影の前で改めてこの国に確固たる治安の礎を築くことを誓った。
山中 一郎（やまなか いちろう）
警視庁警備部警備第一課特殊部隊SATの副官で階級は警部。38歳。京都府出身。
部隊の作戦立案を担当しており場の状況を瞬時に読み取り最も的確な戦術を選択する能力にも長けている。香椎からは「相手の行動、言葉を巧みに読み取り自分のペースに丸め込んでいく」と評される。元々は京都大学法学部にて父親と同じく司法の道を志していた。しかし裁判官の父親が加害者を極刑にしなかったことに不満をもった被害者側の親族に暴行され脳に障害を負った事件をきっかけとして警察官を志すようになる。翌年、家族の猛反対を押しきり大学を中退して警視庁に入庁した。銃器対策部隊を擁する第八機動隊に配属され持ち前の理解力で銃器の扱いを短期間で習得。後に中丸のスカウトを受けSATに入隊した。SATでは長く中隊長をしていたが、香椎がSATを離れた後に副官に昇格した。
基本的には中丸同様「制圧」を信条としNPSも毛嫌いしているが、ジャンボジェット機ハイジャック事件では箍が外れた蘇我に壬和を制圧させようとする中丸に「副官として優秀な隊員を失う行為には反対します」と異議を唱えたり、蘇我の海外派遣による欠員補充には狙撃の腕を見込んだNPSの林を推薦するなど中丸と比べ柔軟な思考の持ち主である。
嵐 悟（あらし さとる）
警視庁警備部警備第一課特殊部隊SAT隊員で階級は巡査部長（のちに警部補）。32歳。山梨県出身。
両親ともに警察官であり叔父は海上保安官という環境で育つ。SAT突入第一班の先頭を務める豪快な人物で、「日本一の突一」を自称する。その能力は高く格闘訓練では元ボクサーの神御蔵を圧倒し、敗北寸前まで追い詰めた。正木圭吾一派による横川警視拉致事件では神御蔵を庇って3発もの銃弾を受けるが、のちに無事回復し現場に復帰した。他のSAT隊員同様NPSの存在や理念には否定的だが、同じ突一同士であり格闘訓練で自分と互角に戦った神御蔵だけは密かに認めている。
妻と3人の子供の5人家族である。
岸田 哲夫（きしだ てつお）
警視庁警備部警備第一課特殊部隊SAT隊員で狙撃班の一員。常に笑みを浮かべたような表情の顔が特徴の温厚な人物。
SATでは蘇我に次ぐ狙撃の腕前の持ち主でありSAT・NPS合同訓練時の射撃競技では満点の蘇我と僅か2点差の好成績を収めている。基本的にSATが関わる主要な作戦にはほぼ参加している。
横川 勇太郎（よこかわ ゆうたろう）
横川秋の父。警視庁警備部警備第一課特殊部隊SAT初代隊長。階級は警視正。
稜星学園立てこもり事件の際に自ら発砲命令を下して犯人を射殺しSAPと零中隊を多くの鎖でつないだ過去を持つ。八王子署署長退任後、警視庁より航空会社AJAの警備部門に出向、エアマーシャルに就く。SAT隊長退任後もその力量は衰えておらず、3D銃ハイジャック事件では持ち前の判断力と情報収集力を活かして香椎にアドバイスや活を入れている。ハイジャック機から人質を連れて脱出する際に脊椎を負傷し半身不随となる。
天城 光（あまぎ ひかる）
警察庁長官官房審議官で、階級は警視監。49歳。
オックスフォード犯罪研究所出身のキャリア官僚で、NPSの創設に尽力した人物。
霧山六郎率いる勉強会「霧山塾」に参加しており、日本警察の改革を推し進めたいと思っている。
横川 秋（よこかわ あき）
警察庁科学警察研究所研究主任で、階級は警視の才媛。30歳。
警察キャリアで、23歳の時にハーバード大学に留学しており、将来は経済学者を目指していたが、その時にエコノミストを招いたパーティーを狙った爆弾テロに巻き込まれたことにより、警察官を志す。
警察庁では、その若さで迷宮入りしそうな事件の手がかりを次々と見つけた、「凄腕のシークレットハンター」との呼び声が高い。また、プロファイリングについても天才的で、神御蔵の性格を一瞬にして見抜いた。しかし、その反面変わり者と称されてもいる。父の部下だった香椎、中丸とは以前からの知り合いである。事件の際は香椎からの依頼を受けて手伝っている（報酬はA5ランクの牛肉）。テロリスト集団アルタイルによる人質事件で重傷を負った中丸を香椎と見舞った際、自分が中丸の支えになる決意を香椎に語った。

### SST
海上保安庁特殊警備隊（SST）所属の隊員。
倉田 勝一郎（くらた しょういちろう）
海上保安庁特殊警備隊SSTの隊長でコールサインは「ホワイト1」。37歳。
過去の特別警備隊在籍時、強行接舷した不審船に真っ先に飛び移り、武装した乗組員3名を瞬時に打ち倒したことから「海神」の異名をもつ。
プルトニウム輸送船第二あかつき丸護衛任務のため部下と共に巡視船「くにしま」に乗船し警備任務に就く。
第二あかつき丸がシージャックされた事件では当初巡視船の曳航索を第二あかつき丸のスクリューに絡ませ停船させる作戦を立案し自ら実行するが人質を盾に中止を要求され断念。後に合同ミッションのため巡視船くにしまに派遣されてきたSAT、NPSに対しては海での戦いに不馴れな警察特殊部隊が海上での作戦に参加することに否定的な発言するなど当初はいがみ合っていたが最終的に三部隊で共闘。SST隊員で構成された第3突入班を率い海中から第二あかつき丸へ接近し、スクリューシャフトを爆破して航行不能にするなど事件解決に大きく貢献した。
ポテトチップスが好物。シージャック解決後は作戦に参加した三部隊の隊員たちでポテチパーティーを開催した。後に香椎からの協力要請によりテロ組織「アルタイル」との最終決戦のため再登場しNPS・SATと共に東京湾第二海堡での合同ミッションに臨む。アルタイルの猛攻によりSATや海保巡視船に大きな損害が出る中、倉田率いるSSTは海中から接近するアルタイル部隊を速やかに制圧、第二海堡に上陸した部隊には背後からの急襲によって大打撃を与えるなど善戦する。
吉村 公三（よしむら こうぞう）
海上保安庁特殊警備隊SST隊員で倉田のチームの副官的存在。
合同ミッションでは神御蔵、嵐、山中らと共に第1突入班に加わる。作戦後のポテチパーティーでは神御蔵特製のドリンクを最初に試飲し「美味い」と感銘を受けていた。
丘（おか）
海上保安庁特殊警備隊SST隊員でコールサインは「ホワイト2」。
倉田の隊とは別に第二あかつき丸に部下たちと直接乗船し警備に当たっていた。しかし作業員に扮して乗船していたテロリストに部下共々拘束されシージャックを許してしまう。だが、その後の三部隊の突入の隙を突いて見張りを倒し倉田ら第3突入班と合流してテロリストに関する情報を提供した。

### 犯罪者・テロリスト
正木 圭吾（まさき けいご）
国際テロリストで、自らの職業を「破壊活動全般」と称する。
霧山六郎とも面識がありかつては彼の主宰する「霧山塾」のメンバーでもあったが考え方の違いから袂を分かちアフガニスタンで消息を絶っていた。NPSとSATの合同訓練時に神御蔵をおびきだして殺害することを目的に横川秋警視を拉致した。横川を救出に来たNPSを圧倒的な武力と巧みな戦術で苦しめ、神御蔵を射殺する寸前まで追い詰めたがSATの嵐と蘇我により阻まれ、自身も嵐の助言を受けた神御蔵と蘇我のミッドナイトエントリー（闇に乗じて突入する作戦）に敗れ逃亡した。その一方で東日本大震災の復興支援ボランティアに参加し、石巻市で知り合った幼い姉弟とともに家族の遺品を探す一面も見せている。その後「この国に当たり前の希望を取り戻す」としてプルトニウム輸送船第二あかつき丸シージャック事件を起こすもNPS・SAT・SSTの活躍により計画は阻止され自らも神御蔵との激しい死闘の末ついに逮捕される。事件解決後連行される途中で、仲間の裏切りにより狙撃され瀕死の重傷を負った際、神御蔵に幼い姉弟に会わせるよう懇願した。結果として超法規的措置として姉弟と面会することが認められ、死ぬ間際に姉弟2人に強く生きていくことを伝えた後、死亡する。死後、正木圭吾は偽名で本名は坂田健であることが判明した。
壬和 圏壱（みわ けんいち）
連続強姦魔で、肥満体で無精髭と濃い体毛が特徴。
蘇我伊織の姉を強姦・殺害した張本人であり、蘇我伊織が警察官そしてSATの狙撃手を志したきっかけを作った人物。被害者は判明しているだけでも13人おり、出所後も強姦を繰り返すなどしていた。見かけとは裏腹に指先が器用であり、刑務所内作業では旋盤加工を主に行っていた。このことが災いし3ATD銃ハイジャック事件では主犯格の宿那 束原（すくな たばら）から目を付けられて、メンバー加入や3D銃本体および弾丸の分解・加工を強要される。その後、宿那らと仲間割れを起こし、SATから奪ったサブマシンガンを乱射して仲間を殺害すると同時に、燃料給油車に引火させ大惨事を引き起こした。燃え盛る機内で蘇我と対峙したのち、背中に向け発砲して蘇我を負傷させるが、神御蔵・蘇我・横川勇太郎の尽力によってついに逮捕され、裁判で死刑を求刑された。
コーヘイ
人気ロックバンド「オニオンワールド」のボーカルだがその正体はテロ組織「アルタイル」メンバーであり、YOホールで行われたコンサートでの歌唱中に突如サブマシンガンを発砲し他のメンバーと共に人質事件を起こす。最期は負傷した中丸を庇う神御蔵に向けてサブマシンガンを乱射するが、イルマに射殺された。
ベス
テロ組織「アルタイル」の幹部であり、劇場占拠事件では現場の陣頭指揮・ドローンの操縦を行った。
決断にためらう仲間を躊躇なく殺してしまうほどの冷酷非情な性格で、任務には忠実であり他のテロリストメンバーからは「鉄の女」と呼ばれている。冗談が通じないのはおろか、作戦遂行中に自分の名前を呼ばれることを極度に嫌う。第二海堡での最終決戦ではハイジャックした民間ヘリから爆弾を使用した攻撃によってSATや巡視船くにしまに大損害を与える。しかしイルマの狙撃によってローターを破壊され墜落するヘリから負傷しながら辛くも脱出。槙を殉教者とするため防災センターへ侵入し槙と子供達を庇う神御蔵に銃撃を浴びせるが、駆けつけた蘇我に射殺された。
槙 師郎（まき しろう）
テロ組織「アルタイル」の頭領であり、通称「軍師」と呼ばれている。
以前は遺伝子の研究者であったが海外で行方を眩ましていた。日本東京を皮切りに「浄化」・「間引き」などと称した無差別テロを世界各国で引き起こした残虐かつ非道な人物。また自らの遺伝子を持つ子供を買収した女性に生ませるという常軌を逸した行動も取っている。

### その他
棟方 ゆづる（むなかた ゆづる）
神御蔵がプロボクサー時代に所属していたボクシングジム会長の孫娘。22歳。神御蔵とは兄弟のように育つ。
神御蔵がプロを引退した後、警察官になる後押しをした人物でもある。明るく優しい性格だが、心配性な一面もある。
父親は福岡に転勤し、母親も同行。棟方家の食事の世話をしている。栄養士志望の大学生で、大学で栄養学を専攻している。
酒が入ると別人のように変貌し、人に絡む、暴言を吐くなど手に負えなくなる。物語当初より平穏な生活を送っていたが友人と出掛けたコンサート会場でテロリスト集団「アルタイル」による人質事件に巻き込まれ、天井が爆破された際に落下した器材から友人を庇い下敷きとなり瀕死の重傷を負うが神御蔵の心肺蘇生により意識を取り戻し病院へ搬送された。
棟方 彬（むなかた あきら）
棟方ボクシングジム会長で、ゆづるの祖父。72歳。
児童養護施設の慰問活動をしていたときに、孤児となった神御蔵と出会う。神御蔵のパンチ力に驚き、「最高の逸材」として彼をスカウトする。神御蔵の現役最後の試合を見に来ていた香椎に、「神御蔵には素晴らしい素質がある。だが、その拳は敵を倒すものではなく、守るためにある」と棟方自身もまた、神御蔵の持つ能力に気付いている。
口は悪いが、神御蔵とゆづるの幸せを心から願っている。
霧山 六郎（きりやま ろくろう）
作家で、青田大学の客員教授。60歳。元警察庁次長で、NPSを創設した人物であり各界の著名人を集め「霧山塾」という研究会を主宰している。
過去にダッカ事件の超法規的措置を経験した際、政府が要求を呑んで何もできずに犯人を釈放してテロに屈したことを、未だに悔やんでいる。その時のような事態が発生した際、二度とこのような恥を曝さないために特殊部隊が必要であることを主張する。また、国民に対しては、日本が国際テロの標的になった場合にSATが最後の砦である認識を持たせ、特殊部隊の存在意義をアピールするためにNPSを結成した。その真の目的は警察法第二条を改正し、現場の警察官に犯人の命を奪う権利を与える「制圧法」を制定することである。その計画の集大成としてかつて霧山塾メンバーであった正木圭吾に接触しプルトニウム輸送船第二あかつき丸シージャック事件を起こさせ、それをSATに制圧させることで「制圧法」成立を目論むが正木の想定外の裏切りによりシナリオが書き換えられ混乱する。自らの腹心だと思っていた天城が逆に自分を利用していることに気付いたが、交通事故に見せかけて殺害された。

## 書誌情報
- 小森陽一・藤堂裕 『S -最後の警官-』 小学館〈ビッグコミックス〉、全20巻
  1. 2010年01月29日発売[10]、ISBN 978-4-09-183010-4
  2. 2010年05月28日発売[11]、ISBN 978-4-09-183168-2
  3. 2010年10月29日発売[12]、ISBN 978-4-09-183509-3
  4. 2011年03月30日発売[13]、ISBN 978-4-09-183726-4
  5. 2011年08月30日発売[14]、ISBN 978-4-09-184046-2
  6. 2012年01月30日発売[15]、ISBN 978-4-09-184249-7
  7. 2012年05月30日発売[16]、ISBN 978-4-09-184513-9
  8. 2012年09月28日発売[17]、ISBN 978-4-09-184676-1
  9. 2013年01月30日発売[18]、ISBN 978-4-09-184865-9
  10. 2013年05月30日発売[19]、ISBN 978-4-09-185237-3
  11. 2013年09月30日発売[20]、ISBN 978-4-09-185424-7
  12. 2013年12月27日発売[21]、ISBN 978-4-09-185719-4
  13. 2014年02月28日発売[22]、ISBN 978-4-09-185899-3
  14. 2014年05月30日発売[23]、ISBN 978-4-09-186218-1
  15. 2014年09月30日発売[24]、ISBN 978-4-09-186420-8
  16. 2015年02月27日発売[25]、ISBN 978-4-09-186796-4
  17. 2015年07月30日発売[26]、ISBN 978-4-09-187155-8
  18. 2015年12月28日発売[27]、ISBN 978-4-09-187377-4
  19. 2016年03月30日発売[28]、ISBN 978-4-09-187527-3
  20. 2016年05月30日発売[29]、ISBN 978-4-09-187625-6

## テレビドラマ
『S -最後の警官-』のタイトルでテレビドラマ化され、2014年1月12日より3月16日まで毎週日曜日21時00分 - 21時54分に、TBS系列の「日曜劇場」枠で放送された。主演は向井理で、向井の同枠のドラマ主演は『サマーレスキュー〜天空の診療所〜』以来2年ぶりとなった。
2013年9月10日に制作が発表された。本作品ではデジタルシネマカメラを使用し、撮影されている。

### キャスト
詳細な人物説明は原作部分を参照。本項目では簡単な続柄を記載。役名の横の括弧内の数字は、ドラマ上での年齢。複数話・単話登場の場合は、演者名の横の括弧内に付記。

#### 主要人物
神御蔵 一號（かみくら いちご）〈29〉
演 - 向井理（少年期：馬渕誉）
警視庁田園調布警察署洗足交番 → 警察庁NPS突入第一班。
NPS隊員で階級は巡査。プロボクサーから警察官になった異色の経歴の持ち主。
子供の時、幼馴染の棟方ゆづる、その両親と出かけた中華街で起こった発砲事件を機に「大切な人を守れる力を付けたい」とボクサーを志す。引退後、制服警官として交番に勤めていた時に起こった銃乱射事件をきっかけに発足間もないNPSの突一（突入第一班）としてNPSの隊長・香椎にスカウトされた。
ボクシング仕込のパンチを武器に、素手で相手を制することを得意とする近接戦闘のスペシャリスト。明るくて人懐こく、テレビ番組の「24時間戦隊ポリスメン」の大ファン。マニアと言ってもよく、警官として目指すヒーローだと言ってはばからない。しかし、実際の事件現場では断固たる態度で臨む。周囲の状況などを考えずに独断で飛び出すことも多々あるが、とっさの瞬発力と集中力に秀で、一瞬の状況判断で窮地を脱する天性の能力を持つ。
SATの狙撃手・蘇我とは信念は違うため張り合うことが多いが、狙撃力は認めており、バスジャック事件では横川が「香椎ちゃんと中丸さん並みの連携」と言われるほどの連係プレーを見せた。劇場版ではゆづると結婚すると約束したところで終わった。
蘇我 伊織（そが いおり）〈29〉
演 - 綾野剛
SAT狙撃班狙撃手。SATからNPSに出向、再びSATに戻る。
「神業」と称される狙撃力を誇る。かつては刑事志望で所轄署に配属され、期待の新人として注目されていた。その後、射撃の腕前を買われて特殊訓練員となり、SATの狙撃手として大抜擢されたという華々しい経歴の持ち主。
冷静沈着な秀才タイプで、射撃待機態勢を何時間でも維持できる集中力・耐久力を持ち、高い洞察力と格闘能力を持つ、SATの理想を体現しているような人物。NPSの「確保」という考え方を「甘い」と言い切るが、突然NPSへの出向を命じられる。姉を亡くしている。
神御蔵とは志す信念が違うため、衝突することが多いが、バスジャックの時は横川が感心するほどの連携を見せた他、劇場版でも神御蔵との連携を見せた。狙撃銃として、L96A1 AWMを使用する。
棟方 ゆづる（むなかた ゆづる）〈28〉
演 - 吹石一恵（少女期：大宮千莉）
一號の幼馴染で看護師。
横川 秋（よこかわ あき）〈32〉
演 - 土屋アンナ
科学警察研究所主任研究員。
霧山 六郎（きりやま ろくろう）〈68〉
演 - 近藤正臣（特別出演）
元警察庁次長でSAT、NPS創設者。作家。
香椎 秀樹（かしい ひでき）〈41〉
演 - 大森南朋
NPS隊長。元SAT隊員で突一を務めており中丸の部下だった。
警察庁一の切れ者との呼び声も高く、元警察庁次長・霧山六郎と警察庁長官官房審議官・天城光の発案で創設されたNPSの初代隊長となる。統率力・洞察力にすぐれており、「人を信じてこその警察」という信念をもとに、少数精鋭かつ個性派そろいの面々を指揮する。頼れる隊長。しかし普段はパチンコ好きの枯れた中年の雰囲気をかもしだしている。
かつて中丸文夫率いるSATに所属していたが犯罪者に対する信念の違いからSATを離れる過去を持つ。個々の能力を生かしたチームプレーで事件の解決に臨む。
中丸 文夫（なかまる ふみお）〈45〉
演 - 髙嶋政宏
SAT隊長で警視。「日本の治安の死守」を第一義とする特殊部隊SATを率いる質実剛健な人物。
蘇我をはじめとするSAT隊員たちと絶大な信頼関係で結ばれ、自分たちが「この国の最期の砦」であると自負している。そのため、警察上層部が確保を目的とするNPSを設立したことに疑問を感じている。
かつての部下だった香椎が率いるNPSの信条を受け入れられないものの、作戦に対しては何も言わず実行する。
速田 仁（はやた ひとし）〈35〉
演 - 平山浩行
副官。
NPSの副官で警部。容姿・性格共にクールな、NPSのNo.2。
表情を崩すことはめったになく、ほとんどの人間に無愛想で近寄りがたい印象を与えるが、その胸の内に誰よりも強い警察官としての矜持を抱いている。元SIT所属の二輪部隊で追跡・尾行を務める走りのエキスパート。
劇場版では彼女と結婚しており、もうすぐ一児の父親になる。
古橋 誠二朗（ふるはし せいじろう）〈34〉
演 - 池内博之
工作班担当で小隊長。警部補。
情報収集能力に秀で、またFBIでの訓練経験もあるネゴシエイタースキルの持ち主。身体力・隠密性も高く、水中からの奇襲・射撃などを得意とする。バツイチで筋トレバカ。
梶尾 竜一（かじお りゅういち）〈31〉
演 - 高橋努
警備犬ハンドラー。
巡査部長。警察犬・ポインター3号を相棒とする追跡捜査のプロ。
地味目で老け気味（本人は気にしている）の容姿から、変装も得意としており、潜伏犯の追跡・発見に高い実力を発揮する。
自分の食事や負傷よりもポインター3号のことが気にかかるという犬好きだが、マザコンでもある。
劇場版では、ゆづるの友達の1人とたまたま行きつけのペットショップで出会い、交際に発展、事件後、結婚する。

#### 警察庁NPS
林 イルマ（はやし イルマ）〈26〉
演 - 新垣結衣（第9話 - 最終話）（少女期：紺谷美友）
狙撃班狙撃手。元陸上自衛隊特殊作戦群隊員。狙撃銃として、PSG-1を使用する。
蘇我伊織がSATに戻った後、次期狙撃手としてNPSに入隊する紅一点。巡査。
かわいらしい容姿とは裏腹に地元の焼酎をこよなく愛す豪快な体育会系女子。射撃の腕はSATのスナイパー・蘇我に匹敵し、香椎にスカウトされる。
父親は、ゆづるの両親が殺害された通り魔事件の犯人を射殺した警察官。強い正義感と明るくマイペースなキャラクターのイルマに、他のメンバーはもちろんのこと一號さえもペースを狂わされる。
藤堂 静江（とうどう しずえ）
演 - ふせえり
矢島 絵美（やじま えみ）
演 - 朝倉えりか
上記2名はNPSを後方支援する職員。
ポインター3号
警備犬で梶尾の相棒。

#### 警視庁SAT
山中 一郎（やまなか いちろう）〈40〉
演 - 本宮泰風
SAT副官・警部。
香椎がSATを辞めた後で副官になった。相手の行動、言葉を巧みに読み取り自分のペースに丸め込んでいく。
作戦実行の際作戦を立案し隊長・中丸の指示を冷静に実行するべくチームを率いる。
嵐 悟（あらし さとる）〈38〉
演 - 平山祐介
SAT突入第一班の突一で警部補。
SATであることを誇りとし、突一としてどんな過酷な命令であろうとも一歩を踏み出す覚悟を持っている。豪快な性格で曲がったことを嫌い、命令されたことを全力で尽くす。
既婚者で子供もいるが、特殊部隊のさだめでSATに所属していることは口外していない。
上野 耕司（うえの こうじ）〈26〉
演 - 淵上泰史
突入第二班・巡査。
SATが絶対の存在というエリート意識を持つ。チーム最年少ながら仕事、訓練に対しても絶対に後れを取るまいとしている。
自信家でカッとなりやすいが、真面目な性格。蘇我のことだけ「蘇我先輩」と呼んでいる。
SAT隊員
演 - 小栗山晃市、小幡誠、城野マサト、熊澤洋幸、鹿野宗健、杉浦大介、中村尚輝、長谷川恒、藤本悠輔、丸山佑亮、三宅克治、山岸史卓、川崎誠一郎、高谷心也

#### 一號の関係者
棟方 耕三（むなかた こうぞう）〈72〉
演 - 本田博太郎
ゆづるの祖父で棟方ボクシングジム会長。
神御蔵 花（かみくら はな）〈52〉
演 - 朝加真由美
ドラマオリジナルキャラクター。一號の母で定食屋「まんぷく食堂」の女将。
夫が10数年前に病死してからは、女手一つで息子である一號を育ててきた。
豪快かつ天真爛漫な性格で、料理の腕前も相当なものであり、町内の人気者。棟方家とは家族同然の仲で息子の鈍感さを心配している。
馬場カーロス弘樹（ばば カーロス ひろき）
演 - 夕輝壽太
田崎ホセ直也（たさき ホセ なおや）
演 - 君沢ユウキ
上記2名は一號の後輩で棟方ボクシングジム練習生。

#### ゆづるの関係者
阿久津 昌也
演 - 髙尾勇次
18年前のクリスマスの日に無差別に他者を襲撃する通り魔事件を起こし、その事件でゆづるの父や母を銃殺した犯人。
棟方 佑介〈享年33〉
演 - 原田裕章
ゆづるの父。
奥村 麻美（おくむら あさみ）
演 - 八木菜々花
中井 千里（なかい ちさと）
演 - 弥香
前島 美香（まえじま みか）
演 - サントス・アンナ
上記3名はゆづるの同僚看護師。

#### 警察関係者
天城 光（あまぎ ひかる）〈51〉
演 - 菅原大吉
警察庁長官官房審議官。

#### 国際テロリスト
正木 圭吾（まさき けいご）
演 - オダギリジョー（第3話・第9話・最終話）
コードネーム「M」。世界の紛争から日本の一般市民にまで武器を流通させている。
本名は神門健 (ごうど けん) といい、伊豆諸島のとある島で代々島守を務めていた家系の出身。

#### ゲスト

##### 第1話
篠田 秀雄
演 - 小澤亮太
一號によって命を救われた警視庁機動隊銃器対策部隊隊員。
興津 力也
演 - 渋谷謙人
銃器乱射事件・人質立てこもり事件を引き起こす半グレ集団「興津組」のリーダー。
田所 十蔵
演 - 堀内正美（最終話）
警視総監。

##### 第2話
谷川
演 - 渡辺舞
日本中央銀行行員で銀行強盗立てこもり事件の人質。

##### 第3話
新見 邦治
演 - 三浦浩一（第4・最終話）
警視庁警備部課長。

##### 第4話
G
演 - 尾谷大三郎（第9話 - 最終話）
正木に金で雇われるテロリスト。
嵐 守
演 - 長与航己
嵐 健
演 - 沢畑壱春
上記2名は嵐の子供たち。

##### 第5話
板橋 満生（いたばし みつお）〈45〉
演 - 滝藤賢一
心療内科元医師で余命半年の末期がん患者。
自殺志願者交流サイトで「神父」と名乗り、サイト利用者の相談に乗っている。
加藤 由真（かとう ゆま）〈16〉
演 - 飯豊まりえ
通学する高校で受けている凄惨ないじめから逃れたいと思い悩み、自殺志願者交流サイトで「神父」と出会う。

##### 第6話 - 第7話
廣田 秋人
演 - 若葉竜也
盗聴マニアのバスジャック犯。
古橋の身内を含む約40人の乗客を人質にバスを暴走させ、身体には爆弾を巻きつけていた。
廣田 春貴
演 - 大河内浩
秋人の父。会社経営者。
西原 史郎
演 - 山田日向
古橋・由紀子の息子。
母が再婚する前に父を取り戻すため、母には無断で父・古橋を訪ねる。
西原 由紀子
演 - 白羽ゆり
古橋の離婚した妻。

##### 第8話
藤波 優子
演 - 平岩紙
速田の恋人。珠洲宮保育園保育士。
2年前に起きた昌彦ちゃん誘拐事件の重要参考人。
当 真一郎
演 - 小木茂光
SIT係長。速田の元上司。
昌彦ちゃん誘拐事件・歩美ちゃん誘拐事件の現場指揮官。
美山 愛香
演 - 今井りか
美山 智彦
演 - 伊原農
上記2名は誘拐された歩美の両親。
池内 今日子
演 - 笠木泉
藤波の同僚保育士。
来栖 智子
演 - 播田美保
越宮 忍
演 - 福田温子
上記2名は池内が以前勤務していた石堂橋保育園の同僚保育士。
美山 歩美
演 - 渡辺杏実
誘拐事件の被害者。珠洲宮保育園卒園者。
多田 昌彦
演 - 佐藤結良
2年前に起きた誘拐事件で殺害される。

##### 第9話 - 最終話
松本 三郎
演 - 西興一朗（第9話）
元東都CATV技術者。
元交際相手を拉致し、威嚇発砲など通常の制圧が難しい首都圏のライフラインが集中する洞道に逃げ込む。
小野 恵理子
演 - ちすん（第9話）
2年前は松本と交際関係にあったが、彼の日常的暴力に耐え兼ねて関係を断つ。別れた後も松本に執拗に付きまとわれ、警察に被害届を出していた。
林 啓太郎
演 - 山中崇（第9話）
イルマの父。元警察官。
18年前に起きた通り魔事件に置いて、ゆづるや一號を助けるために犯人・阿久津を射殺する。退官後、地元の宮崎県で農家を営む。
岸田 航平
演 - 窪園純一
大井川 武敏
演 - 辻つとむ
綿貫 博
演 - 猪又太一
正木の仲間が上記3名を含む、影響力がある著名人10名を拉致し、法外な身代金を要求する。
ニュースキャスター
演 - 唐橋ユミ
霧山が出演した拉致事件の報道特別番組のメインキャスター。

### スタッフ
- 原作 - 小森陽一 / 作画 - 藤堂裕『S -最後の警官-』（「ビッグコミック」連載中 / 小学館刊）
- 脚本 - 古家和尚
- 音楽 - 髙見優、木村秀彬
- 演出 - 平野俊一、石井康晴、土井裕泰、渡瀬暁彦
- 主題歌 - MISIA「僕はペガサス 君はポラリス」（アリオラジャパン）
- ナレーション - 藤田淑子
- 警察無線 - 宗矢樹頼
- 脚本協力 - 小森陽一
- 監督補 - 池田克彦、相沢淳
- 演出補 - 加藤尚樹、酒見顕守、石井梨枝、塙芽衣、土屋洋和、佐藤郁
- 音楽プロデュース - 志田博英
- 音楽コーディネイト - 溝口大悟、久世烈
- 撮影監督 - 山本英夫
- VFXスーパーバイザー - 宮崎浩和
- 特殊メイク - 江川悦子
- アクションコーディネーター - 下村勇二、川本耕史
- ガンエフェクト - 納富貴久男
- 操演 - 関山和昭、寺門勇
- 警察・特殊部隊監修 - 古谷謙一、高部正樹
- SAT隊員指導 - 越康広
- 警備犬協力 - 藤井聡、小椎八重春奈
- 特殊軍事指導 - 越康広
- ボクシング指導 - 有吉将之
- 医療監修 - 佐々木理恵
- 看護指導 - 池田順一、山内喬志
- プロダクション協力 - ツインズジャパン
- 特別協力 - 下田淳行、青木真樹、岡田有正、Y・O
- 企画 - 那須田淳
- プロデューサー - 韓哲
- プロデュース補 - 高野英治、細川紫乃、笠原伊代
- 製作著作 - TBS

### 放送日程
| 各話                                                             | 放送日  | サブタイトル                                              | 演出     | 視聴率 | 備考                          |
| ---------------------------------------------------------------- | ------- | --------------------------------------------------------- | -------- | ------ | ----------------------------- |
| 第1話                                                            | 1月12日 | 俺は誰も死なせない その男の手は命の盾！ 第3の特殊部隊誕生 | 平野俊一 | 18.9%  | 25分拡大版の20:54 - 22:13放送 |
| 第2話                                                            | 1月19日 | 爆弾魔が銀行襲撃！ 掲げる信条の激突！                     | 平野俊一 | 15.2%  | 10分拡大の21:00 - 22:03放送   |
| 第3話                                                            | 1月26日 | 国際テロリストM上陸！ 我らこそ命の砦                      | 石井康晴 | 16.1%  | -                             |
| 第4話                                                            | 2月02日 | 最強の敵Mを倒せ！ 真のバディとなって                      | 平野俊一 | 12.9%  | -                             |
| 第5話                                                            | 2月09日 | 新たな仲間はスナイパー蘇我！ 善か悪か？悲しきテロ         | 石井康晴 | 12.1%  | 10分拡大の21:00 - 22:03放送   |
| 第6話                                                            | 2月16日 | 人質は息子！ バスジャックから家族守れ                     | 土井裕泰 | 12.6%  | -                             |
| 第7話                                                            | 2月23日 | 警察官の息子の覚悟 家族のための突入！                     | 平野俊一 | 12.9%  | 5分拡大の21:00 - 21:59放送    |
| 第8話                                                            | 3月02日 | 誘拐事件の容疑者はNPS仲間の恋人！                         | 渡瀬暁彦 | 11.2%  | -                             |
| 第9話                                                            | 3月09日 | 新スナイパーは女                                          | 土井裕泰 | 15.4%  | -                             |
| 最終話                                                           | 3月16日 | 全滅！ さらばNPS...命をあきらめない                       | 平野俊一 | 12.7%  | 15分拡大の20:54 - 22:03放送   |
| 平均視聴率 14.2%（視聴率は関東地区・世帯・ビデオリサーチ社調べ） |         |                                                           |          |        |                               |

### DVD/ブルーレイ
- S -最後の警官-　ディレクターズカット版　Blu-ray BOX、2014年7月30日発売
- S -最後の警官-　ディレクターズカット版　DVD-BOX、2014年7月30日発売

| TBS 日曜劇場                                               | TBS 日曜劇場                             | TBS 日曜劇場                                     |
| 前番組                                                     | 番組名                                   | 次番組                                           |
| ---------------------------------------------------------- | ---------------------------------------- | ------------------------------------------------ |
| 安堂ロイド〜A.I. knows LOVE?〜 （2013.10.13 - 2013.12.15） | S -最後の警官- （2014.1.12 - 2014.3.16） | ルーズヴェルト・ゲーム （2014.4.27 - 2014.6.22） |

## 映画
『S -最後の警官- 奪還 RECOVERY OF OUR FUTURE』（エス さいごのけいかん だっかん リカバリー・オブ・アワー・フューチャー）のタイトルで、2015年8月29日に公開。上記テレビドラマの劇場版として、放送開始前に映画の製作が決定した。

### キャスト（映画）
- 神御蔵一號 - 向井理
- 蘇我伊織 - 綾野剛
- 林イルマ - 新垣結衣
- 棟方ゆづる - 吹石一恵
- 倉田勝一郎 - 青木崇高
- 古橋誠二朗 - 池内博之
- 速田仁 - 平山浩行
- 梶尾竜一 - 高橋努
- 嵐悟 - 平山祐介
- 山中一郎 - 本宮泰風
- 上野耕司 - 淵上泰史
- 藤堂静江 - ふせえり
- 藤波優子 - 平岩紙
- 馬場カーロス弘樹 - 夕輝壽太
- ジョシュア・レボ - テット・ワダ
- 田崎ホセ直也 - 君沢ユウキ
- 棟方耕三 - 本田博太郎
- 神御蔵花 - 朝加真由美
- 天城光 - 菅原大吉
- 横川秋 - 土屋アンナ
- 南郷雅文 - 辰巳琢郎
- 中丸文夫 - 髙嶋政宏
- 霧山六郎 - 近藤正臣（特別出演）
- 正木圭吾 - オダギリジョー
- 香椎秀樹 - 大森南朋

### スタッフ（映画）
- 原作 - 小森陽一（原作）・藤堂裕（作画）『S -最後の警官-』（小学館『ビッグコミック』連載）
- 監督 - 平野俊一
- 主題歌 - MISIA「流れ星」[39]
- エグゼクティブプロデューサー - 渡辺正一
- 企画 - 那須田淳
- プロデューサー - 韓哲、大原真人、下田淳行、青木真樹
- 脚本 - 古家和尚
- 音楽 - 髙見優、木村秀彬
- 音楽プロデューサー - 志田博英
- 撮影監督 - 山本英夫
- 撮影 - 小林純一
- 照明 - 小野晃
- 美術 - 永田周太郎
- 装飾 - 上原一晃
- 録音 - 小高康太郎
- 編集 - 松尾浩
- アクションコーディネーター - 川本耕史
- ガンエフェクト - 納富貴久男
- 警察・特殊部隊監修 - 古谷謙一、高部正樹
- 特殊軍事指導 - 越康広
- VFXスーパーバイザー - 宮崎浩和
- スクリプター - 田村寿美
- 制作担当 - 田中敏雄、馬渕敦史
- 制作統括 - 阿久根裕行
- 協力プロデューサー - 大澤祐樹
- 技術プロデューサー - 浅野太郎
- 宣伝プロデューサー - 豊澤康弘
- 撮影協力 - 海上保安庁、防衛省、航空自衛隊
- 配給 - 東宝
- 制作プロダクション - ツインズジャパン
- 製作幹事 - TBSテレビ
- 製作 - 「S -最後の警官- 奪還 RECOVERY OF OUR FUTURE」製作委員会（TBSテレビ、電通、東宝、小学館、毎日放送、CBCテレビ、RKB毎日放送、ツインズジャパン、トライストーン・エンタテイメント、レプロエンタテインメント、アパッチ、TCエンタテインメント、北海道放送、GYAO）

### 封切り
全国319スクリーンで公開され、2015年8月29、30日の初日2日間で興収2億393万2100円、動員16万143人になり、映画観客動員ランキング（興行通信社調べ）で初登場第5位となった。

### 受賞
- 第7回TAMA映画賞 最優秀男優賞（綾野剛、『新宿スワン』ほかと合わせて）[41]

### DVD/ブルーレイ
- S -最後の警官- 奪還 RECOVERY OF OUR FUTURE　豪華版Blu-ray、2016年4月6日発売
- S -最後の警官- 奪還 RECOVERY OF OUR FUTURE　通常版Blu-ray、2016年4月6日発売
- S -最後の警官- 奪還 RECOVERY OF OUR FUTURE　豪華版DVD、2016年4月6日発売
- S -最後の警官- 奪還 RECOVERY OF OUR FUTURE　通常版DVD、2016年4月6日発売